# Yasuhiro Hato
Yasuhiro Hato (波戸 康広?, Hato Yasuhiro; Minamiawaji, 4 maggio 1976) è un ex calciatore giapponese, di ruolo difensore.